# نورت‌وست اسنوهومیش (واشینگتن)
نورت‌وست اسنوهومیش (به انگلیسی: Northwest Snohomish) یک منطقهٔ مسکونی در ایالات متحده آمریکا است که در شهرستان اسنوهومیش، واشینگتن واقع شده‌است. نورت‌وست اسنوهومیش ۶٫۸ کیلومتر مربع مساحت و ۲٬۰۶۱ نفر جمعیت دارد.